# Котельничский Предтеченский монастырь
Коте́льничский Предте́ченский монасты́рь (Коте́льничский Иоа́нно-Предте́ченский монасты́рь) — мужской монастырь в городе Котельниче, ныне Кировская область, Россия.

## Описание
На момент своего упразднения принадлежал Вятской епархии Русской православной церкви.

## История
По некоторым данным, был основан и построен иноком Успенского Трифонова монастыря старцем Кириллом в 1613—1614 гг. за посадом, за рекой Балакиревицей, на высоком вятском берегу. Однако документально эти сведения не подтверждены. Постепенно монастырь превратился в крупного земельного собственника. В 1629 г. он получил по царской грамоте первые земельные угодья: «лес, пустое дикое раменье… ниже Котельнича города сорок верст, от Усть-Боровые в лес прямо на десять вёрст…, а от речки Ягодки прямо в лес на пять вёрст» и «дикое раменье, черново лесу, на четверть выти, ниже города Котельнича верст с десять, против Гордитцкого острова, на горах… да сенные покосы около Боровые и Васковых гор, и с Кожуховым наволоком, и Молчанова прость, с верхнего конца подле бор до нижнего конца тое ж прости». В дальнейшем монастырь покупает земли, а население делает вклады. Известны «вкладной лужёк, сенной покос Марьи Ивановы дочери Касьянова, Мартемьяновские жены Деревянного, подле речку Бледню. Да пожня, сенной покос. Купленная за Вяткою рекою подле Бледню же». Тогда в Монастырской слободке было 4 двора бобылей.тёплая 
К 1654 г. на своих землях монастырь успел поселить уже 42 крестьянских двора. В 1657 г. была основана Вятская и Великорпермская епархия. По указу от 3 апреля 1658 «великого государя святейшего Никона патриарха Московского» Предтеченский монастырь был «отказан в вотчину» вятскому епископу Александру «в селах и в деревнях и во дворах крестьян и братей и детей и мнучат и племянников и бобылей и подсоседников,… с пашнями, и со всякими угодьями, рыбные ловли и сенные покосы и лесы и бортные угожеи». В 1764 г. упразднён. Соборная церковь Иоанна Предтечи за всё время существования монастыря была деревянной. И лишь полвека спустя его ликвидации, уже как городская приходская в 1807 г. заменена каменной того же имени. Престол второй церкви монастыря, также деревянной, был посвящён Благовещению Пресвятой Богородицы.
По Писцовой книге В. П. Отяева 1646 в монастыре была соборная теплая церковь Рождества Иоанна Предтечи и холодная Благовещения Пресвятой Богородицы, 4 кельи — настоятеля, келаря, казначея и конюшенного, а также 10 братьев. В монастыре жили наёмные погодные ярыжки. В Подмонастырской слободке 36 дворов (92 чел.), в деревне Боярской и 15 других починках, деревнях и пустошах — 28 дворов (124 чел.).
В 1678 г. имел 47 душ крестьян.
По Переписной книге 1710 г. С. Д. Траханиотова в монастыре упоминается 3 кельи деревянных братских, келья строительская (настоятельская). В них строитель и 4 монаха, 5 вкладчиков-трудников, 2 монаха на конюшенном и скотном дворах. При монастыре в 1710 были окологородные слободка и починок. Также ему принадлежала (уже в 1646) слобода Васильково в 130 верстах ниже по течению реки Вятка.

## Известные настоятели (годы упоминания)
- Иов, строитель (1629)
- Нафанаил, строитель (1637—1638)
- Ефрем, строитель (1646)
- Кирилл, строитель (1646)
- Никодим, строитель (1751)